# Église Saint-Hilaire de Saint-Hilaire-du-Bois
L'église Saint-Hilaire est une église située à Saint-Hilaire-du-Bois, dans le département français de la Charente-Maritime en région Nouvelle-Aquitaine.

## Historique
L'église est inscrite au titre des monuments historiques par arrêté du 5 décembre 2000.

## Galerie

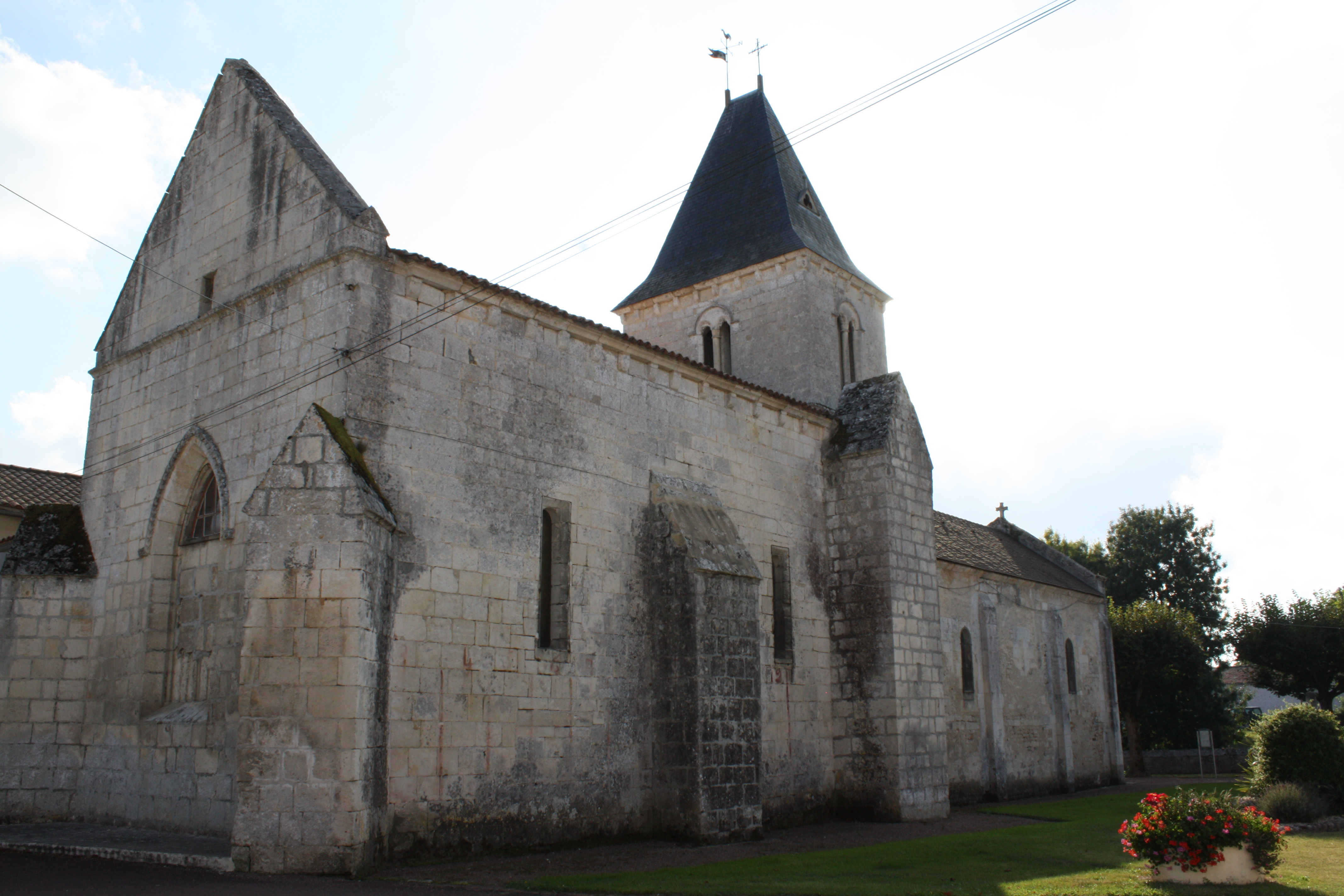
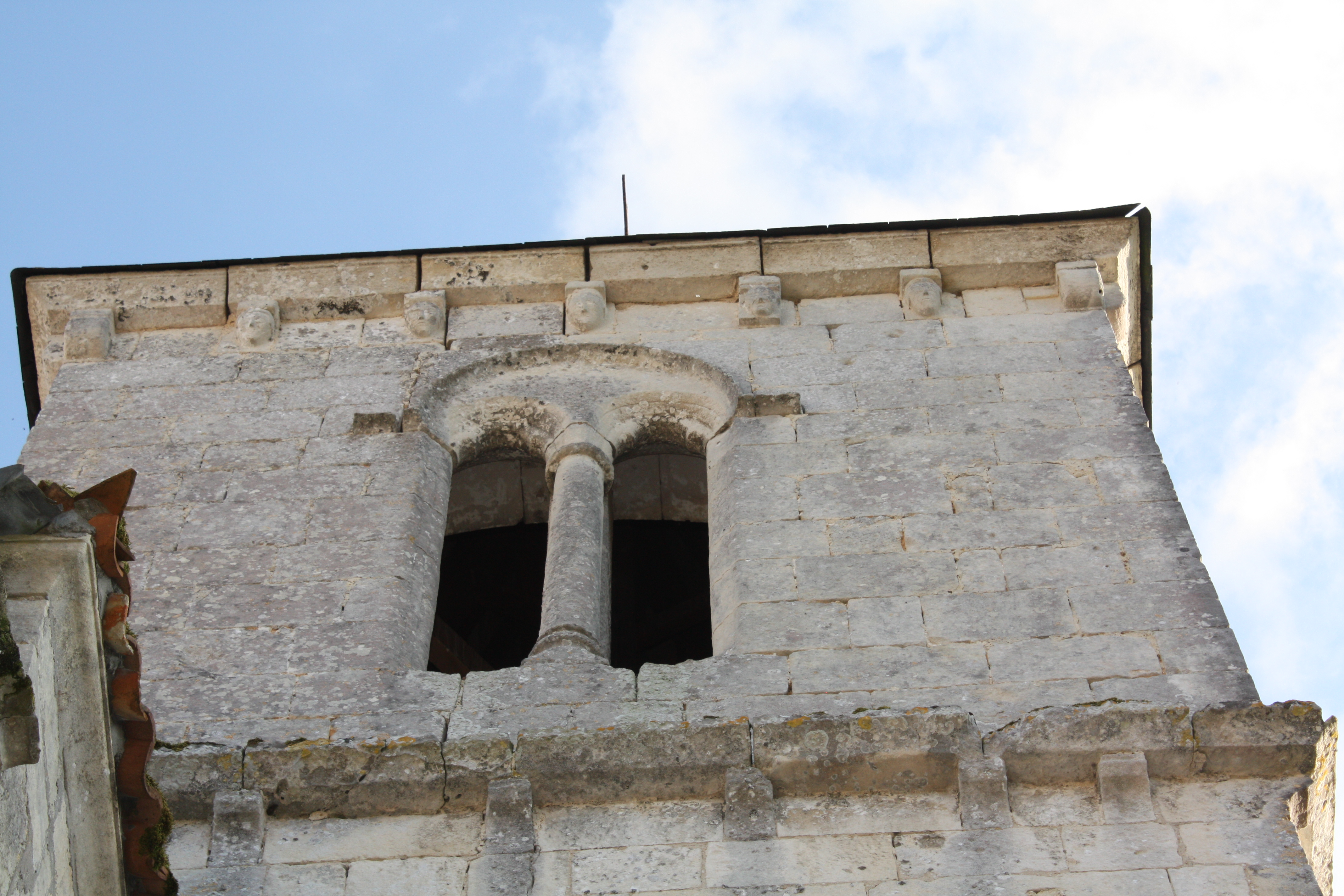